# دولار ماليزي
دولار ماليزي (بالملايوية: رينغيت، بالجاوية: رڠڬيت) عملة المستعمرات البريطانية والمحميات في مالايا وبروناي حتى عام 1953. قُدم في عام 1939، لِيحل محل دولار المضيق على قدم المساواة، حيث كان الدولار الواحد = شلنين وأربعة بنسات جنيه إسترليني (60 دولارًا = 7 جنيهات إسترلينية).

## تاريخ

### تشكيل مجلس مفوضي العملة في الملايو
صدر الدولار الماليزي من قِبل مجلس مفوضي العملة في المالايا، مع فترة توقف أثناء الاحتلال الياباني (1942-1945).
تأسست هيئة مفوضي العملة في الملايو في أكتوبر 1938 عقب تقرير بلاكيت الذي أوصى بأن تُعهد السلطة الوحيدة لإصدار العملة لمختلف ولايات المالايا، بما في ذلك بروناي، ومستوطنات المضيق إلى لجنة عملة عموم الملايو. عُين السير باسل فيلوت بلاكيت في عام 1933 من قِبل وزير الدولة للمستعمرات لقيادة لجنة للنظر في مشاركة مختلف ولايات المالايا، بما في ذلك بروناي، في أرباح والتزامات عملة مستوطنات المضيق. اعتمد تقرير بلاكيت من قِبل حكومة مستوطنات المضيق، الولايات الملايوية الفيدرالية، الولايات الملايوية غير الفيدرالية وبروناي. سُن التشريع بموجب مرسوم عملة مستوطنات المضيق (رقم 23) لعام 1938، صدقت عليه الولايات المختلفة خلال عام 1939. بدأ المجلس في إصدار العملة في عام 1939.
في عام 1952، أُعيدت تسمية المجلس ليصبح مجلس مفوضي العملة والمالايا وبورنيو البريطانية. انظر دولار المالايا وبورنيو البريطانية.

### العملات الصادرة
طُبعت أوراق نقدية من فئات 1، 5 و10 دولارات في المملكة المتحدة للتداول في مالايا عام 1940. ومع ذلك، من أصل 27,000,000 ورقة نقدية من فئة الدولار الواحد و5,600,000 ورقة نقدية من فئة خمسة دولارات من نفس السلسلة، أُرسلت إلى مالايا قبل الغزو الياباني، وصل 25,800,000 ورقة نقدية من فئة الدولار الواحد و5,000,000 ورقة نقدية من فئة خمسة دولارات. أما الباقي، فقد فُقد 700,000 ورقة نقدية من فئة الدولار الواحد و500,000 ورقة نقدية من فئة خمسة دولارات عندما استولت السفينة الحربية الألمانية أتلانتس على سفينة إس إس <i id="mwLw">أوتوميدون</i> وأُغرقت في 11 نوفمبر 1040 أثناء اقترابها من المحيط الهندي باتجاه مضيق ملقا. كما فُقدت 500,000 ورقة نقدية من فئة الدولار الواحد و100,000 ورقة نقدية من فئة خمسة دولارات عندما غرقت السفينة التي كانت تحمل الجثث، إس إس إيومانس.
لم تُطرح أيٌ من هذه الأوراق النقدية للتداول من قِبل حكومة مستوطنات المضيق. ولم تُصدر سوى أوراق 10 دولارات للاستخدام في المالايا في مارس 1941.

### الاحتلال الياباني
خلال الاحتلال الياباني، حل الدولار الذي تصدره الحكومة اليابانية محل الدولار الماليزي كعملة قانونية.
في وقت الغزو الياباني، كانت مخزونات أوراق الدولار لا تزال محفوظة في خزائن الخزانة في سنغافورة وبينانغ. عند إخلاء بينانغ في ديسمبر 1941، تخلى عن 600,000 ورقة نقدية من فئة الدولار الواحد و100,000 ورقة نقدية من فئة خمسة دولارات في الخزانة، حيث سقطت في أيدي اليابانيين. في سنغافورة، دُمرت 4,200,000 ورقة نقدية من فئة الدولار الواحد و1,000,000 ورقة نقدية من فئة خمسة دولارات، شُحنت 21,000,000 ورقة نقدية من فئة الدولار الواحد و3,900,000 ورقة نقدية من فئة خمسة دولارات إلى الهند حفاظًا على سلامتها. عندما أعادت القوات البريطانية احتلال سنغافورة في سبتمبر 1945، عثرت على جميع الأوراق النقدية المهجورة من هذه السلسلة، باستثناء حزمة من أوراق نقدية من فئة ألف دولار استولي عليها في بينانغ، في خزائن الخزانة الفرعية اليابانية.
مع ذلك، أُتلفت جميع المخزونات عام 1946، خشية أن يكون الألمان قد سلموا الأوراق النقدية من السفينة المُستولى عليها إلى حلفائهم اليابانيين، فحُجزت بكميات كبيرة، جاهزة للتداول عند تداولها. لا يوجد دليل على وصول هذه الأوراق النقدية إلى المالايا. جميع الأوراق النقدية وقعها إل جي كورني، رئيس مجلس مفوضي العملة.

### الإدارة العسكرية البريطانية
نزلت القوات البريطانية في بينانغ في 3 سبتمبر 1945 وفي سنغافورة في 5 سبتمبر 1945، أعادت احتلال كامل مالايا تدريجيًا. وحتى 1 أبريل 1946، كانت إدارة المالية العامة للبلاد تابعة لهيئة مراقب المالية والحسابات في هيئة رواتب الجيش، تداولت العملة مقابل دفعها بالجنيه الإسترليني من قِبل وزارة الحرب لحساب مجلس مفوضي العملة في مالايا.
تقرر عدم إعطاء أي قيمة على الإطلاق لعملة الموز اليابانية المتداولة آنذاك، كان من المُقدر خلال فترة الاحتلال التي استمرت ثلاث سنوات ونصف، أصدرت اليابان ما لا يقل عن 4,000 مليون دولار من العملة مقابل تداول طبيعي في عام 1941 بلغ نحو 220 مليون دولار (دونيسون، ب 112). أتاحت دائرة الرواتب أوراقًا نقدية من سنت واحد إلى 10,000 دولار، طُبعت في بريطانيا إما قبل الاحتلال أو أثناءه، لم تُرسل إلى المالايا سابقًا. إضافةً إلى ذلك، أُعلنت ورقة العشرة دولارات الصادرة عن مجلس مفوضي العملة في الملايو عام 1940، وأوراق مستوطنات المضيق القديمة، باستثناء فئات 1000 أو 10,000 دولار و10 سنتات و25 سنتًا، عملةً قانونية. سُحبت هذه الأوراق النقدية القديمة تدريجيًا، مع ازدياد كفاية الإصدار الجديد لاحتياجات البلاد.
صدرت أوراق هذه السلسلة من 1 سنت إلى 10 دولارات في 1 يوليو عام 1941، بينما صدرت أوراق 50، 100 و1000 دولار في 1 يناير عام 1942، بينما صدرت أوراق 10,000 دولار في يوم إصدارها. كان رئيس مجلس النقد هو هـ. وايسبرغ. صدرت الإصدارات الطارئة من فئة 10 سنتات، تحمل صورة الملك جورج السادس، في 15 أغسطس عام 1940، صممتها وطبعتها إدارة المساحة في كوالالمبور برقم تسلسلي مُراقب. وفي 1 سبتمبر عام 1940، صممت وطبعت إدارة المساحة أيضًا إصدارات طارئة من فئة 25 سنتًا، تحمل صورة الملك جورج السادس. في 1 يوليو عام 1941، طبعت شركة توماس دي لا رو وشركاه المحدودة، لندن، مجموعة من الإصدارات العادية الجديدة، بفئات 1، 5، 10، 20 و٥٠ سنتًا، تحمل صورة الملك جورج السادس. في نفس التاريخ، طبعت شركة واترلو وأولاده المحدودة، لندن، أوراقًا نقدية من فئة 1، 5 و١٠ دولارات، بينما طبعت شركة برادبري، ويلكنسون وشركاه المحدودة، لندن، أوراقًا نقدية من فئات 50، 100، 1000، و10,000 دولار.

### الإدارة المدنية
أُعيدت الإدارة المدنية في 1 أبريل عام 1946، منذ ذلك التاريخ، أُعيد تشكيل مجلس مفوضي العملة الماليزية بموجب المرسوم رقم 4 لعام 1946 في سنغافورة والمرسوم رقم 5 لعام 1946 في اتحاد المالايا. استمر المجلس في العمل بنفس الطريقة التي كان يعمل بها قبل الاحتلال الياباني.
أُلغي تداول جميع الأوراق النقدية التي تحمل تواريخ قبل 1 يوليو 1941 في 31 أغسطس 1948.

## عملات معدنية
صدرت العملات المعدنية بين عامي 1939 و1950 في فئات ذات شكل مربع 1⁄2 و1 سنت من البرونز، وفئات مستديرة من 5، 10 و20 سنتًا (فضية حتى عام 1945، ونحاسية-نيكل من عام 1948 إلى عام 1950). جميعها كانت تحمل نفس تصميم ومظهر عملات مستوطنات المضيق السابقة، التي حلت محلها. خُفض حجم عملات 1 سنت عام 1943 بسبب التكلفة ونقص المواد في زمن الحرب، بينما توقف بعد عام 1940، على الرغم من استمرار تداوله. تحمل جميع عملات هذه السلسلة صورة الملك جورج السادس. استمر تداول عملات المضيق القديمة، على الرغم من أن القطع الفضية من كلا النوعين سرعان ما اختفت. صدرت آخر عملة عام 1950، وبعد ذلك خُطط للانتقال من الدولار الملايوي إلى العملات التي تليه. ظل الدولار الملايوي العملة الرسمية للمنطقة حتى عام 1953.

## الأوراق النقدية
طُبعت أوراق نقدية من فئات 1، 5 و10 دولارات في المملكة المتحدة للتداول في مالايا عام 1940. بسبب استيلاء القوات الألمانية على سفينة محملة بأوراق نقدية من فئة 1 و5 دولارات، لم تُصدر سوى فئة 10 دولارات (انظر قسم التاريخ أعلاه). وبسبب الحرب في أوروبا، طبعت إدارة المساحة فئات 10 و25 سنتًا للتداول. وفي عام 1941، استُبدلت هذه الفئات بأوراق نقدية طبعها توماس دي لا رو من فئات 1، 5، 10، 20 و50 سنتًا.
عندما استعاد البريطانيون السيطرة على المالايا بعد الحرب العالمية الثانية، صدرت أوراق نقدية في عام 1945 (بتاريخ 1941)، من فئات 1، 5، 10، 50، 100، 1000 و10000 دولار.
| سنت نوت    | سنت نوت | سنت نوت  | سنت نوت            | سنت نوت           | سنت نوت | سنت نوت       | سنت نوت                                    |
| صورة       | صورة    | قيمة     | اللون الرئيسي      | وصف               | وصف | تاريخ الإصدار | مطبوع                                      |
| وجه العملة | يعكس    | قيمة     | اللون الرئيسي      | وجه العملة        | يعكس | تاريخ الإصدار | مطبوع                                      |
| ---------- | ------- | -------- | ------------------ | ----------------- | --- | ------------- | ------------------------------------------ |
|            | فارغ    | 1 سنت    | أرجواني/برتقالي    | الملك جورج السادس | فارغ | 1941          | توماس دي لا رو                             |
|            |         | 5 سنتات  | أحمر/أخضر          | الملك جورج السادس | فارغ | 1941          | توماس دي لا رو                             |
|            |         | 10 سنتات | أزرق غامق/وردي/بني | الملك جورج السادس | فارغ | 1940          | قسم المساحة، الولايات الملايوية الفيدرالية |
|            |         | 10 سنتات | أزرق/وردي          | الملك جورج السادس | فارغ | 1941          | توماس دي لا رو                             |
|            |         | 20 سنتًا  | بني/برتقالي        | الملك جورج السادس | شعار النبالة لدول الملايو الفيدرالية (يسار)، ومستوطنات المضائق (أعلى الوسط)، ودول الملايو غير الفيدرالية وبروناي (يمين). | 1941          | توماس دي لا رو                             |
|            |         | 25 سنتًا  | أخضر/برتقالي       | الملك جورج السادس | شعار النبالة لدول الملايو الفيدرالية (يسار)، ومستوطنات المضائق (أعلى الوسط)، ودول الملايو غير الفيدرالية وبروناي (يمين). | 1940          | قسم المساحة، الولايات الملايوية الفيدرالية |
|            |         | 50 سنتًا  | أرجواني/برتقالي    | الملك جورج السادس | شعار النبالة لدول الملايو الفيدرالية (يسار)، ومستوطنات المضائق (أعلى الوسط)، ودول الملايو غير الفيدرالية وبروناي (يمين). | 1941          | توماس دي لا رو                             |

| الدولار الماليزي | الدولار الماليزي | الدولار الماليزي | الدولار الماليزي | الدولار الماليزي  | الدولار الماليزي | الدولار الماليزي |
| صورة             | صورة             | قيمة             | اللون الرئيسي    | وصف               | وصف | تاريخ الإصدار    |
| وجه العملة       | يعكس             | قيمة             | اللون الرئيسي    | وجه العملة        | يعكس | تاريخ الإصدار    |
| ---------------- | ---------------- | ---------------- | ---------------- | ----------------- | --- | ---------------- |
|                  |                  | 1 دولار          | أخضر             | الملك جورج السادس | شعار النبالة لدول الملايو الفيدرالية (يسار)، ومستوطنات المضائق (أعلى الوسط)، ودول الملايو غير الفيدرالية وبروناي (يمين). | 1940             |
|                  |                  | 1 دولار          | أزرق             | الملك جورج السادس | شعار النبالة لدول الملايو الفيدرالية (يسار)، ومستوطنات المضائق (أعلى الوسط)، ودول الملايو غير الفيدرالية وبروناي (يمين). | 1941             |
|                  |                  | 5 دولارات        | أزرق             | الملك جورج السادس | شعار النبالة لدول الملايو الفيدرالية (يسار)، ومستوطنات المضائق (أعلى الوسط)، ودول الملايو غير الفيدرالية وبروناي (يمين). | 1940             |
|                  |                  | 5 دولارات        | أخضر/أصفر        | الملك جورج السادس | شعار النبالة لدول الملايو الفيدرالية (يسار)، ومستوطنات المضائق (أعلى الوسط)، ودول الملايو غير الفيدرالية وبروناي (يمين). | 1941             |
|                  |                  | 10 دولارات       | أرجواني          | الملك جورج السادس | شعار النبالة لدول الملايو الفيدرالية (يسار)، ومستوطنات المضائق (أعلى الوسط)، ودول الملايو غير الفيدرالية وبروناي (يمين). | 1940             |
|                  |                  | 10 دولارات       | أحمر             | الملك جورج السادس | شعار النبالة لدول الملايو الفيدرالية (يسار)، ومستوطنات المضائق (أعلى الوسط)، ودول الملايو غير الفيدرالية وبروناي (يمين). | 1941             |
|                  |                  | 50 دولارًا        | أزرق/أرجواني     | الملك جورج السادس | شعار النبالة لدول الملايو الفيدرالية (يسار)، ومستوطنات المضائق (أعلى الوسط)، ودول الملايو غير الفيدرالية وبروناي (يمين). | 1941             |
|                  |                  | 100 دولار        | أحمر/أخضر        | الملك جورج السادس | شعار النبالة لدول الملايو الفيدرالية (يسار)، ومستوطنات المضائق (أعلى الوسط)، ودول الملايو غير الفيدرالية وبروناي (يمين). | 1941             |
|                  |                  | 1000 دولار       | أزرق/أرجواني     | الملك جورج السادس | شعار النبالة لدول الملايو الفيدرالية (يسار)، ومستوطنات المضائق (أعلى الوسط)، ودول الملايو غير الفيدرالية وبروناي (يمين). | 1941             |
|                  |                  | 10,000 دولار     | أخضر/بني فاتح    | الملك جورج السادس | شعار النبالة لدول الملايو الفيدرالية (يسار)، ومستوطنات المضائق (أعلى الوسط)، ودول الملايو غير الفيدرالية وبروناي (يمين). | 1941             |

## قراءة إضافية
- Pick, Albert (1996). الفهرس القياسي لعملات العالم الورقية  [لغات أخرى]‏: General Issues to 1960. Colin R. Bruce II and Neil Shafer (editors) (ط. 8th). Krause Publications. ISBN:0-87341-469-1.
- Krause, Chester L.؛ Clifford Mishler (2003). 2004 الفهرس القياسي لعملات العالم: 1901–Present. Colin R. Bruce II (senior editor) (ط. 31st). Krause Publications. ISBN:0873495934.